# FK Rus Sankt-Petěrburg
FK Rus Sankt-Petěrburg (rusky: Футбольный клуб «Русь» Санкт-Петербург) byl ruský fotbalový klub sídlící ve městě Sankt-Petěrburg. Klub byl založen v roce 2010, zanikl v roce 2014 díky své finanční situaci.

## Sezóny
| Sezóna  | Liga                                 | Pozice | Z  | V | R | P  | VG | OG | B  | Ruský pohár | Evropa | Evropa |
| ------- | ------------------------------------ | ------ | -- | - | - | -- | -- | -- | -- | ----------- | ------ | ------ |
| 2011/12 | Tretij divizion – sk. Severo-Zapad B | 1.     | 10 | 6 | 4 | 0  | 29 | 26 | 22 |             |        |        |
| 2012/13 | PFL – sk. Zapad                      | 13.    | 26 | 4 | 7 | 15 | 24 | 45 | 19 | 1/256       |        |        |
| 2013/14 | PFL – sk. Zapad                      | 17.    | 29 | 4 | 8 | 17 | 16 | 48 | 20 | 1/128       |        |        |